# Середкино
Сере́дкино (рос. Середкино) — присілок у складі Варгашинського району Курганської області, Росія. Входить до складу Верхньосуєрської сільської ради.
Населення — 56 осіб (2010, 97 у 2002).